# Апостольская префектура Идусяня
Апостольская префектура Идусяня (лат. Praefectura Apostolica Induhsienensis) — апостольская префектура Римско-Католической церкви с центром в городе Идусянь, Китай. Апостольская префектура Идусяня распространяет свою юрисдикцию на часть территории провинции Шаньдун. Апостольская префектура Идусяня подчиняется непосредственно Святому Престолу.

## История
16 июня 1931 года Римский папа Пий XI издал бреве Nobis commissum, которой учредил апостольскую префектуру Идусяня, выделив её из апостольского викариата Чжифу (сегодня — Епархия Яньтая).

## Ординарии апостольской префектуры
- Eugene Venance Guichard (29.01.1932 — 2.03.1937);
- Alexandre Digard (20.05.1938 — 23.11.1949);
- John Yang Feng-Shu (8.06.1951 — 1982);
  - Sede vacante — c 1982 по 1988 год;
- Giuseppe Sun Zhibin (1988 — 22.10.2008);
  - Sede vacante — c 2008 по настоящее время.

## Источник
- Annuario Pontificio, Libreria Editrice Vaticana, Città del Vaticano, 2003, ISBN 88-209-7422-3
- Бреве Nobis commissum, AAS 23 (1931), стр. 399  (лат.)